# Van Horn
Van Horn é uma cidade  localizada no estado norte-americano do Texas, no Condado de Culberson.

## Demografia
Segundo o censo norte-americano de 2000, a sua população era de 2 435 habitantes.
Em 2006, foi estimada uma população de 2 108, um decréscimo de 327 (-13,4%).

## Geografia
De acordo com o United States Census Bureau tem uma área de 7,4 km², dos quais 7,4 km² cobertos por terra e 0,0 km² cobertos por água. Van Horn localiza-se a aproximadamente 1 287 m acima do nível do mar.

## Localidades na vizinhança
O diagrama seguinte representa as localidades num raio de 100 km ao redor de Van Horn.